# 乌克兰总理

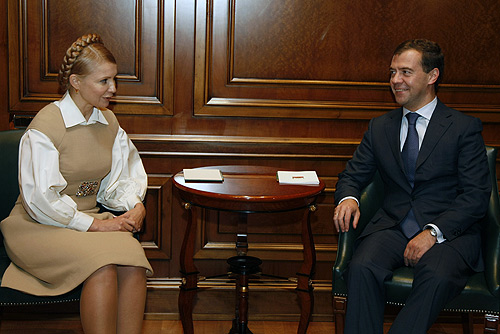
時任總理尤利婭·季莫申科與俄羅斯總統梅德韦杰夫會面

烏克蘭總理（羅馬化：Premier-ministr Ukrainy）是烏克蘭的政府首腦，主持烏克蘭政府最高行政部門烏克蘭內閣。總理被賦予充分的起訴與訴訟的法律豁免權。總理辦公室位於基輔中央的內閣大廈。總理年薪為202776格里夫納（約合26770美元）。

## 任命與解職
烏克蘭總理候選人先由烏克蘭總統提名，再由烏克蘭議會任命。候選人自議會多數聯盟（門檻為226席）中產生。在形式上，總統有15天的時間考慮候選人，但《乌克兰宪法》未提及總統是否能否決候選人。
在2004年憲法改革以前，總統在選擇總理人選上並未受到限制，而在議會表決前通常會先展開數天的全面協商並與總理人選進行會談。議會的任命不只是形式上的過程。有些候選人在表決中以數票之差而遭否決。例如，1999年瓦列里·普斯托沃伊堅科在重新任命案已3票之差遭到否決，因此庫奇馬選擇尤申科做為替代人選。另一個例子是尤里·葉哈努羅夫任命案。

## 職責與權力
總理統領烏克蘭內閣，簽署由議會通過的法案。
總理有權向議會宣布各部會首長人選（除了外交部長與國防部長，這兩個職位由總統提名）。總理亦可提出地方首長人選，交由總統審議。
總理也副署總統批准的法令與法案。憲法未提及副署的詳細規範。總理（與相關部長）負責內閣通過的法律執行。

## 乌克兰人民共和国（1917-1921）

### 乌克兰总书记处书记
- 弗拉基米尔·温尼琴科（1917年6月28日—1917年8月13日）
- 德米特里·多罗申科（英语：Dmytro Doroshenko）（1917年8月14日—1917年8月18日）（政府尚未确认）
- 弗拉基米尔·温尼琴科（1917年9月1日—1918年1月22日）（俄国临时政府9月1日批准）

### 人民部长委员会主席
- 弗拉基米尔·温尼琴科（1918年1月22日—1918年1月31日）
- 弗谢沃洛德·戈卢博维奇（英语：Vsevolod Holubovych）（1918年1月31日—4月29日）

### 人民部长委员会盖特曼
- 尼古拉·萨赫诺-乌斯季莫维奇（俄语：Сахно-Устимович, Николай Николаевич）（1918年4月29日—30日）（已无法形成政府更换)
- 尼古拉·瓦西连科（英语：Mykola Vasylenko）（1918年4月30日—5月20日）（代理）
- 费奥多尔·利佐古布（英语：Fedir Lyzohub）（1918年5月20日—11月14日）
- 谢尔盖·格贝尔（俄语：Гербель, Сергей Николаевич）（1918年11月14日—12月14日）

### 人民部长委员会主席
- 空缺（1918年12月14日—12月26日）（政权更替）
- 弗拉基米尔·切霍夫斯基（英语：Volodymyr Chekhivsky）（1918年12月26日—1919年2月13日）
- 谢尔盖·奥斯塔片科（英语：Serhiy Ostapenko）（1919年2月13日—4月9日）
- 鲍里斯·马尔托斯（英语：Borys Martos）（1919年4月9日—8月27日）
- 伊萨克·马泽帕（英语：Isaak Mazepa）（1919年8月27日—1920年5月26日）（第一次）
- 维亚切斯拉夫·普罗科波维奇（英语：Vyacheslav Prokopovych）（1920年5月26日—10月14日）（第一次）

备注:根据乌克兰百科全书，普罗科波维奇政府是流亡前最后一届。

## 流亡的乌克兰人民共和国（1921-1992）

### 总理
大多数为乌克兰激进民主党成员（前乌克兰社会联邦党人）。他们是由乌克兰社会民主工党和乌克兰国家民主党（联盟）支持。反对他们的是乌克兰社会主义革命党，乌克兰农民政治家联盟（Hetmanists），乌克兰民族主义者的组织，当然还有共产党。
在巴黎
- 安德烈·利维茨基（英语：Andriy Livytskyi）（1920年10月14日—11月18日）（过渡时期）
- 安德烈·利维茨基（英语：Andriy Livytskyi）（1920年11月18日—1921年3月24日）（第一次）
- 维亚切斯拉夫·普罗科波维奇（英语：Vyacheslav Prokopovych）（1921年3月24日—1921年8月5日）（第二次）
- 菲利普·皮利普丘克（俄语：Пилипчук, Филипп Каленикович）（1921年8月5日—1922年1月14日）
- 安德烈·利维茨基（英语：Andriy Livytskyi）（1922年1月14日—1926年5月25日）（第二次）
- 维亚切斯拉夫·普罗科波维奇（英语：Vyacheslav Prokopovych）（1926年5月25日—1939年10月）（第三次）
- 亚历山大·舒利金（英语：Oleksandr Shulhyn）（1939年10月—1940年5月）

在布拉格
- 安德烈·雅科夫列夫（俄语：Яковлев, Андрей Иванович）（1944–1945）（代理）

在慕尼黑
- 科斯特·潘科夫斯基（俄语：Паньковский, Константин Константинович）（1945–1948）
- 伊萨克·马泽帕（英语：Isaak Mazepa）（1948年7月19日—1952年1月）（第二次）
- 斯捷潘·巴兰（俄语：Баран, Степан Иванович）（1952年1月—1953年6月4日）
- 斯皮里东·多夫加利（俄语：Довгаль, Спиридон Никитович）（1954）（第一次）
- 西蒙·索宗季夫（俄语：Созонтив, Симон Васильевич）（1954–1957）
- 尼古拉·利维茨基（英语：Mykola Livytskyi）（1957–1967）
- 阿塔纳斯·菲戈尔（乌克兰语：Фіґоль Атанас Іванович）（1967年3月22日 —1969）
- 斯皮里东·多夫加利（俄语：Довгаль, Спиридон Никитович）（1969–1972）（第二次）
- 瓦西里·费多龙丘克（俄语：Федорончук, Василий Лукинович）（1972–1974）
- 捷奥菲尔·列昂季（俄语：Леонтий, Теофил）（1974–1980）
- 雅罗斯拉夫-博格丹·鲁德尼茨基（1980–1989）
- 伊万·萨米连科（乌克兰语：Самійленко Іван Матвійович）（1989–1992）

## 西乌克兰人民共和国
ZUNR国务卿（1918–1923）
全部为乌克兰国家民主党成员.
- 科斯特·利维茨基（英语：Kost Levytsky）（1918年11月9日—1919年1月4日）
- 西多尔·戈卢博维奇（英语：Sydir Holubovych）（1919年1月4日—6月9日）
  - 叶夫根尼·彼得鲁舍维奇（1919年6月9日 —1920年8月1日）
- 叶夫根尼·彼得鲁舍维奇（1920年8月1日—1923年3月15日）（流亡政府）

## 乌克兰苏维埃社会主义共和国（1919-1991）
全部为苏联共产党成员，由“无产阶级专政”的共产党领导。

### 人民秘书处主席
- 叶夫根尼娅·博什（1917年12月30日—1918年3月9日）（代理)
- 尼古拉·斯克里普尼克（1918年3月9日—1918年4月18日）
- 布列斯特-立陶夫斯克條約签订，乌克兰为被德國占领。

### 临时工农政府主席
- 格奥尔基·皮亚塔科夫（1918年11月28日—1919年1月16日）
- 赫里斯季安·拉科夫斯基（1919年1月16日—1919年1月29日）（从库尔斯克搬到哈尔科夫）

### 人民委员会主席
- 赫里斯季安·拉科夫斯基（1919年1月29日—12月11日）
- 赫里斯季安·拉科夫斯基（1920年2月19日—1923年7月15日）（重新担任）
- 弗拉斯·丘巴尔（1923年7月15日—1934年4月28日）
- 帕纳斯·柳布琴科（1934年4月28日—1937年8月30日）
- 米哈伊尔·邦达连科（英语：Mykhailo Bondarenko）（1937年8月30日—10月13日）
- 尼古拉·马尔察克（英语：Mykola Marchak）（1937年10月13日—1938年2月21日）（代理）
- 杰米扬·科罗琴科（1938年2月21日—1939年8月6日）（第一次）
- 列昂尼德·科尔尼耶茨（1939年8月6日—1944年2月16日）（1941年到1944年流亡在俄罗斯）
- 尼基塔·赫鲁晓夫（1944年2月16日—1946年3月25日）

### 部长会议主席
- 尼基塔·赫鲁晓夫（1946年3月25日—1947年3月4日）
- 杰米扬·科罗琴科（1947年3月4日—1954年1月15日）（第二次）
- 尼基福尔·卡利琴科（1954年1月15日—1961年2月28日）
- 弗拉基米尔·谢尔比茨基（1961年2月28日—1963年6月28日）（第一次）
- 伊万·卡扎涅茨（1963年6月28日—1965年10月22日）
- 弗拉基米尔·谢尔比茨基（1965年10月22日—1972年6月8日）（第二次）
- 亚历山大·利亚什科（1972年6月8日—1987年7月10日）
- 维塔利·马索尔（1987年7月10日 —1990年10月23日）
- 维托尔德·福金（1990年10月23日 —1990年11月14日） 代理

## 乌克兰（1991-)

### 总理
| #    | 照片                 | 姓名                     | 就任           | 离任                                                                                    | 党派                              | 政府                                                 | 议会 (选举)          |
| ---- | -------------------- | ------------------------ | -------------- | --------------------------------------------------------------------------------------- | --------------------------------- | ---------------------------------------------------- | -------------------- |
| 代理 |                      | 维托尔德·福金            | 1990年10月23日 | 1990年11月14日                                                                          | 乌克兰共产党                      | —                                                    | 1990年乌克兰议会选举 |
| 1    | 1990年11月14日       | 维托尔德·福金            | 1992年10月2日  | 无党派                                                                                  | Fokin                             |                                                      | 1990年乌克兰议会选举 |
| 代理 |                      | 瓦连京·西蒙年科          | 1992年10月2日  | 1992年10月13日                                                                          | 无党派                            |                                                      | 1990年乌克兰议会选举 |
| 2    |                      | 列昂尼德·库奇马          | 1992年10月13日 | 1993年9月22日                                                                           | 无党派                            | Kuchma                                               | 1990年乌克兰议会选举 |
| 代理 |                      | 尤希姆·兹维亚希尔斯基    | 1993年9月22日  | 1994年6月16日                                                                           | 无党派                            | —                                                    | 1990年乌克兰议会选举 |
| 3    |                      | 维塔利·马索尔            | 1994年6月16日  | 1995年3月1日                                                                            | 无党派                            | Masol II                                             | 1994年乌克兰议会选举 |
| 代理 |                      | 叶夫根尼·马尔丘克        | 1995年3月1日   | 1995年3月8日                                                                            | 无党派                            | —                                                    | 1994年乌克兰议会选举 |
| 4    | 1995年6月8日         | 叶夫根尼·马尔丘克        | 1996年5月28日  | Marchuk                                                                                 | 无党派                            |                                                      | 1994年乌克兰议会选举 |
| 5    |                      | 帕夫洛·拉扎连科          | 1996年5月28日  | 1997年7月2日                                                                            | 全乌克兰协会“社区”                | Lazarenko                                            | 1994年乌克兰议会选举 |
| 代理 |                      | 瓦西里·杜尔季涅茨        | 1997年7月2日   | 1997年7月30日                                                                           | 无党派                            | —                                                    | 1994年乌克兰议会选举 |
| 6    |                      | 瓦列里·普斯托沃伊堅科    | 1997年7月2日   | 1999年12月22日                                                                          | 乌克兰人民民主党                  | Pustovoitenko                                        | 1994年乌克兰议会选举 |
|      | 1998年乌克兰议会选举 | 瓦列里·普斯托沃伊堅科    | 1997年7月2日   | 1999年12月22日                                                                          | 乌克兰人民民主党                  | Pustovoitenko                                        |                      |
| 7    |                      | 維克托·尤先科            | 1999年12月22日 | 2001年5月29日                                                                           | 无党派                            | Yushchenko                                           |                      |
| 8    |                      | 阿纳托利·基纳赫          | 2001年5月29日  | 2002年11月21日                                                                          | 乌克兰工业家和企业家党            | Kinakh                                               |                      |
|      | 2002年乌克兰议会选举 | 阿纳托利·基纳赫          | 2001年5月29日  | 2002年11月21日                                                                          | 乌克兰工业家和企业家党            | Kinakh                                               |                      |
| 9    |                      | 維克托·亞努科維奇 第一届 | 2002年11月21日 | 2004年12月7日                                                                           | 地区党                            | Yanukovych I 地区党–乌克兰社会民主党（联合）         |                      |
| 代理 |                      | 尼古拉·阿扎罗夫          | 2004年12月7日  | 2004年12月28日                                                                          | 地区党                            | Yanukovych I 地区党–乌克兰社会民主党（联合）         |                      |
| 9    |                      | 維克托·亞努科維奇 第一届 | 2004年12月28日 | 2005年1月5日                                                                            | 地区党                            | Yanukovych I 地区党–乌克兰社会民主党（联合）         |                      |
| 代理 |                      | 尼古拉·阿扎罗夫          | 2005年1月5日   | 2005年1月24日                                                                           | 地区党                            | -                                                    |                      |
| 代理 |                      | 尤利婭·季莫申科 第一届   | 2005年1月24日  | 2005年2月4日                                                                            | 全烏克蘭祖國聯盟 （季莫申科聯盟） | —                                                    |                      |
| 10   | 2005年2月4日         | 尤利婭·季莫申科 第一届   | 2005年9月8日   | Tymoshenko I 季莫申科聯盟–我們的烏克蘭—人民自衛聯盟–乌克兰社会党–乌克兰工业家和企业家党 | 全烏克蘭祖國聯盟 （季莫申科聯盟） |                                                      |                      |
| 代理 |                      | 尤里·叶哈努罗夫          | 2005年9月8日   | 2005年9月22日                                                                           | 我們的烏克蘭—人民自衛聯盟         | —                                                    |                      |
| 11   | 2005年9月22日        | 尤里·叶哈努罗夫          | 2006年8月4日   | Yekhanurov 我們的烏克蘭—人民自衛聯盟–乌克兰社会党                                       | 我們的烏克蘭—人民自衛聯盟         |                                                      |                      |
| 12   |                      | 維克托·亞努科維奇 第二届 | 2006年8月4日   | 2007年12月18日                                                                          | 地区党                            | 民族团结政府 地区党–乌克兰共产党–乌克兰社会党        | 2006年乌克兰议会选举 |
| 13   |                      | 尤利婭·季莫申科 第二届   | 2007年12月18日 | 2010年3月4日                                                                            | 全烏克蘭祖國聯盟 （季莫申科聯盟） | Tymoshenko II 季莫申科聯盟–我們的烏克蘭—人民自衛聯盟 | 2007年乌克兰议会选举 |
| 代理 |                      | 亞歷山大·圖奇諾夫        | 2010年3月4日   | 2010年3月11日                                                                           | 全烏克蘭祖國聯盟 (季莫申科聯盟)   | —                                                    | 2007年乌克兰议会选举 |
| 14   |                      | 尼古拉·阿扎罗夫          | 2010年3月11日  | 2012年12月3日                                                                           | 地区党                            | Azarov I 地区党–利特温联盟–乌克兰共产党              | 2007年乌克兰议会选举 |
| 臨時 | 2012年12月3日        | 尼古拉·阿扎罗夫          | 2012年12月13日 | —                                                                                       | 地区党                            | 2012年乌克兰议会选举                                 |                      |
| (14) | 2012年12月13日       | 尼古拉·阿扎罗夫          | 2014年1月28日  | Azarov II 地区党–人民自衛政黨                                                           | 地区党                            | 2012年乌克兰议会选举                                 |                      |
| 代理 |                      | 谢尔盖·阿尔布佐夫        | 2014年1月28日  | 2014年2月22日                                                                           | 地区党                            | 2012年乌克兰议会选举                                 | —                    |
| 15   |                      | 阿尔谢尼·亚采纽克        | 2014年2月27日  | 2016年4月14日                                                                           | 乌克兰祖国党                      | 亞采紐克第一                                         | 2014年乌克兰议会选举 |
| 15   | 人民陣線             | 阿尔谢尼·亚采纽克        | 2014年2月27日  | 2016年4月14日                                                                           | 亞采紐克第二                      |                                                      | 2014年乌克兰议会选举 |
| 16   |                      | 弗拉基米爾·格羅伊斯曼    | 2016年4月14日  | 2019年8月29日                                                                           | 彼得·波羅申科集團「團結」         | Groysman                                             | 2014年乌克兰议会选举 |
| 16   | 無黨籍               | 弗拉基米爾·格羅伊斯曼    | 2016年4月14日  | 2019年8月29日                                                                           |                                   | Groysman                                             | 2014年乌克兰议会选举 |
| 17   |                      | 阿列克谢·贡恰鲁克        | 2019年8月29日  | 2020年3月4日                                                                            | 人民公僕                          | 贡恰鲁克                                             | 2019年乌克兰议会选举 |
| 18   |                      | 杰尼斯·什梅加尔          | 2020年3月4日   | 2025年7月17日                                                                           | 无党籍                            | 什米加尔                                             | 总统提名，获国会通过 |
| 19   |                      | 尤利婭·斯維里登科        | 2025年7月17日  |                                                                                         | 无党籍                            |                                                      | 总统提名，获国会通过 |